# May Pang
May Fung Yee Pang (龐鳳儀 / 庞凤仪; Manhattan, Nueva York; 24 de octubre de 1950) es una coordinadora de producción musical, diseñadora de joyas y escritora estadounidense. Previamente trabajó como la asistente personal y coordinadora de producción discográfica de John Lennon y de su esposa, Yoko Ono.
En 1973, Lennon y Ono se separaron temporalmente (para saber si "podían estar lejos uno del otro") y Pang y él mantuvieron una relación amorosa de poco más de diecinueve meses, a lo que Lennon más tarde se refirió como su "Lost Weekend" («Fin de semana perdido»). Pang escribió acerca de su romance en sus memorias llamadas Loving John (Warner, 1983) a los tres años de la muerte de Lennon, y publicó además un libro de fotografías inéditas, Instamatic Karma (St. Martins, 2008).
Tras la ruptura entre ambos, Pang estuvo casada con el productor Tony Visconti entre 1989 y 2000, con el que tuvo dos hijos, Sebastian y Lara.

## Sus primeros años
Pang es hija de inmigrantes chinos y creció en el Harlem hispano de Nueva York con una hermana mayor y un hermano adoptado (ambos nacidos en China). La madre de Pang tuvo un negocio de lavandería en ese lugar, pero se mudaron cuando los propietarios regresaron a un apartamento cerca de la calle 97 y la tercera Avenida, en Manhattan.[cita requerida]
Después de graduarse en la Saint Michael Academy, Pang ingresó en el New York City Community College. Intentó ser modelo, pero le dijeron que era demasiado "étnica" para las agencias de modelos. Pang más tarde trabajó como descubridora de talentos para grabar canciones con ellos. En 1970, comenzó a trabajar en Nueva York como recepcionista de Allen Klein en ABKCO Records, que en ese momento representaba a Apple Records y a tres exBeatles: Lennon, George Harrison y Ringo Starr.
Lennon y Ono conocieron a Pang durante sus proyectos cinematográficos avant-garde tales como Up Your Legs Forever y Fly, en diciembre de 1970. Fue contratada por la pareja como secretaria y asistente de producción, tanto en Nueva York como en Inglaterra, esto le permitió un cargo permanente cuando la pareja se mudó definitivamente a Nueva York en 1971. Pang coordinó una exhibición de arte en Syracuse, Nueva York, el 9 de octubre de 1971, para la presentación de Ono llamada This Is Not Here en el Everson Museum. La presentación de Ono coincidió con el 31.er cumpleaños de Lennon, y la fiesta de celebración tuvo lugar en el Hotel Syracuse, contando con la presencia de Ringo Starr, Phil Spector, y Elliot Mintz, entre otros.

## The Lost Weekend

### Origen del nombre
Lennon llamó despectivamente a su relación de 18 meses con Pang su "Lost Weekend” ("Fin de semana perdido"), en referencia a la película y novela del mismo nombre. En el verano de 1973, Pang estuvo trabajando en la grabación del disco de Lennon Mind Games. Mientras tanto, él y Ono tenían problemas conyugales y decidieron separarse. La propia Ono sugirió a Pang como compañía a Lennon. Ono explicó más tarde que ellos se habían distanciado y separarse había sido un acuerdo mutuo, y dijo que Lennon empezaría a salir con otras mujeres. En ese mismo sentido, él le había manifestado que encontraba a Pang sexualmente atractiva. Pang reclamó que ella nunca comenzaría una relación con Lennon siendo su jefe y casado. Ono ignoró sus protestas y le dijo que ella dispondría cualquier cosa. Pang finalmente accedió a la petición que consideró inicialmente insólita. Ono más tarde confirmó esta conversación en una entrevista en el año 2005.

### Sesiones problemáticas
En octubre de 1973, Lennon y Pang dejaron Nueva York y se trasladaron a Los Ángeles, donde vivieron en casas de amigos. Cuando Lennon comenzó a producir el álbum de su amigo Harry Nilsson, Pussy Cats, les pareció buena idea que los músicos vivieran bajo el mismo techo y tener el estudio a la vez. Así que Pang alquiló una casa de playa en Santa Mónica en marzo de 1974, para que Ringo Starr, Harry Nilsson y Keith Moon vivieran allí, donde estuvieron algunos meses.
Durante la grabación, Lennon y Nilsson estuvieron implicados en incidentes por consumo de alcohol en el club The Troubadour después de que comenzaron a trabajar. El primero fue cuando Lennon colocó un Kotex en su frente y se peleó con una camarera, y dos semanas más tarde cuando Lennon y Nilsson fueron sacados del mismo club después de interrumpir una presentación de los Smothers Brothers.
Lennon en diciembre de 1973 colaboró con Phil Spector para grabar un álbum de viejos temas de Rock 'n' roll de los años 50 y 60, pero su alto estado etílico durante las sesiones de grabación no hicieron el trabajo satisfactorio. Para ello se desarrollaron grabaciones en A&M Records y en Gold Star Recording Studios. Las sesiones se convertirían pronto en continuas fiestas con alcohol y con un Lennon particularmente agresivo. Tras ser expulsados de los estudios de A&M, Spector desaparecería con las cintas grabadas.[cita requerida]
En medio de confusos incidentes, Lennon dejó de lado temporalmente la producción de este disco y concluyó el Walls and Bridges en el Record Plant Studio en Nueva York, hasta el otoño de 1974. Pang apareció en los créditos del álbum como "Coordinadora de Producción y Madre Superiora", como reconocimiento a la época difícil que tuvo que soportar para organizar la agenda de producción y a los músicos.

### Encuentro con Paul McCartney y Julian
Durante este período de profunda depresión y crisis emocional de Lennon, Pang le dio el valor para enfrentarse a su familia y amigos. Paul McCartney y Lennon se reunieron y tocaron juntos, por primera y única vez desde su separación de The Beatles. Paul y Linda McCartney visitaron a la pareja el 28 de marzo de 1974. El 31 de marzo, se les unieron Stevie Wonder, Harry Nilsson, Jesse Ed Davis y Bobby Keys para una jam session en la casa de la playa que Lennon tenía en Santa Mónica (Los Ángeles).[cita requerida]
Tras una reunión espontánea, grabaron un tema desconocido, A Toot and a Snore in '74, editado en un singular disco pirata de la última sesión de grabación en la que Lennon y McCartney tocaron juntos, y que se conoció cuando McCartney se refirió a ella en una entrevista con Sean Sennet en 1997. Por otro lado, Pang también programó una visita de su hijo, Julian Lennon, por primera vez en casi cuatro años. Julian comenzó a ver a su padre más regularmente, y tocó la batería en el tema «Ya Ya» en el álbum de 1974 de Lennon, Walls and Bridges. Lennon también le compró una guitarra Gibson Les Paul a Julian y una batería para la Navidad de 1973, y le incitó a interesarse por la música enseñándole algunos acordes, cuando contaba en aquel entonces con sólo 10 años de edad. En una entrevista en 2006, Julian recordó: «Papá y yo conseguimos un mejor trato entonces, tuvimos un poco de diversión, nos reíamos un rato y en general tuvimos un gran momento cuando él estuvo con May Pang. Mis recuerdos de ese tiempo con papá y May son muy claros – fueron los momentos más felices que puedo recordar con ellos».

### Un extraño suceso
En mayo de 1974, Lennon y Pang regresaron a vivir a Nueva York. Lennon dejó de beber y se concentró en la grabación. Como Lennon anteriormente había tenido gatos en Liverpool —cuando vivió en la casa de su tía Mimi— él y Pang adquirieron dos a los que llamaron Major y Minor. A principios del verano de 1974, mientras Lennon trabajaba en el referido Walls and Bridges, la pareja se mudó a un ático en el 434 de la calle 52 Este, desde donde afirmaron haber visto un ovni el 23 de agosto de 1974 desde su terraza, la cual tenía una amplia panorámica del este de Nueva York. En la noche en cuestión, un desnudo y alterado Lennon llamó a Pang para que observara por la terraza, y ambos divisaron un objeto circular que flotaba silenciosamente a menos de 100 pies (30 metros) de ellos. Lennon llamó a Bob Gruen –su fotógrafo oficial- y le contaron lo sucedido. Gruen le sugirió que debería llamar a la policía pero él lo desestimó diciendo: «No voy a llamar a los periódicos y que digan, "Este es John Lennon y vio un platillo volador anoche"». De todas formas Gruen llamó a la policía local y comprobó que otras personas habían reportado el avistamiento, en la misma área de Nueva York donde vivían Pang y Lennon. El británico hizo referencia al extraño suceso en una línea del tema «Nobody Told Me», grabado en 1980.

### Trabajo discográfico
Pang fue empleada en una ocasión para un tema en particular: la voz susurrante en el éxito de Lennon «#9 Dream». Ella afirmó que la pieza «Surprise, Surprise (Sweet Bird of Paradox)», fue escrita basada en ella. Pang recibió un disco de oro RIAA como premio por su labor en Walls and Bridges y continuó con su trabajo como coordinadora de producción en el álbum Rock 'n´ Roll. Pang también trabajó en discos de Nilsson, Starr (álbum Goodnight Vienna), Elton John y David Bowie, en una época en la que dichos músicos colaboraron estrechamente entre sí junto a Lennon.

### La ruptura
Mientras visitaban a Mick Jagger, Lennon y Pang vieron una casa de campo de estilo escocés que estaba a la venta en Montauk, Nueva York, en el área de Los Hamptons y cerca del Montauk Point Lighthouse. Lennon preguntó a un vendedor de inmuebles cuánto ofrecía por ella en febrero de 1975, aunque finalmente desistió de la compra.
Lennon y Pang estuvieron también planeando una visita a McCartney y su esposa Linda en Nueva Orleans mientras él grababa su álbum Venus and Mars, para trabajar en algún material nuevo. Sin embargo, Lennon regresó de improviso con Ono un día antes de la visita planeada, después de que Ono le dijo que ella tenía una nueva cura para su hábito de fumar. Ella estuvo presente entre el público que presenció el último concierto en el que apareció John Lennon, junto a Elton John en el Madison Square Garden en noviembre de 1974, suceso que al parecer influyó mucho en su repentina decisión de volver.
Por otro lado, Lennon y McCartney nunca se encontraron públicamente de nuevo en los años siguientes y John abandonó definitivamente su relación extramarital de año y medio. En una extensa entrevista realizada por David Sheff para la revista Playboy en 1980, el músico reconoció que Paul y su esposa los visitaron a él y Yoko varias veces en su residencia en el Dakota, aunque la noticia nunca trascendió en su momento.
A pesar de que Lennon lamentaría públicamente este período de su vida, él no lo hizo así en lo privado. El periodista Larry Kane, amigo de Lennon en 1964, escribió una detallada biografía en la que detalló el período del "Lost Weekend". Durante un reportaje con Kane, Lennon admitió "Tú sabes Larry, es posible que haya sido lo más feliz que siempre haya sido (en mi vida)… Amé a esa mujer (Pang), hice música maravillosa y obtuve así un lío con borracheras y porquerías y cualquier cosa".
Yoko Ono comentó, en una entrevista con Daily Mail, que en 1973, cuando se separó del músico por aproximadamente año y medio, debido a que este inició una relación sentimental con quien fuera su asistente personal, May Pang, fue McCartney quien se encargó de volverlos a juntar.“Paul McCartney salvó mi matrimonio. Él habló conmigo y con John, pero, sobre todo, lo convenció de regresar a mi lado y le hizo entender que la puerta estaba abierta para una reconciliación. Fue algo muy grande que Paul hizo por nosotros”, afirmó Ono.
Después de que Lennon regresara con Ono, Pang abandonó laboralmente a la pareja y empezó a trabajar en United Artists Records e Island Records como relaciones públicas, trabajando en discos de Bob Marley y Robert Palmer.

## Libros de Pang sobre Lennon

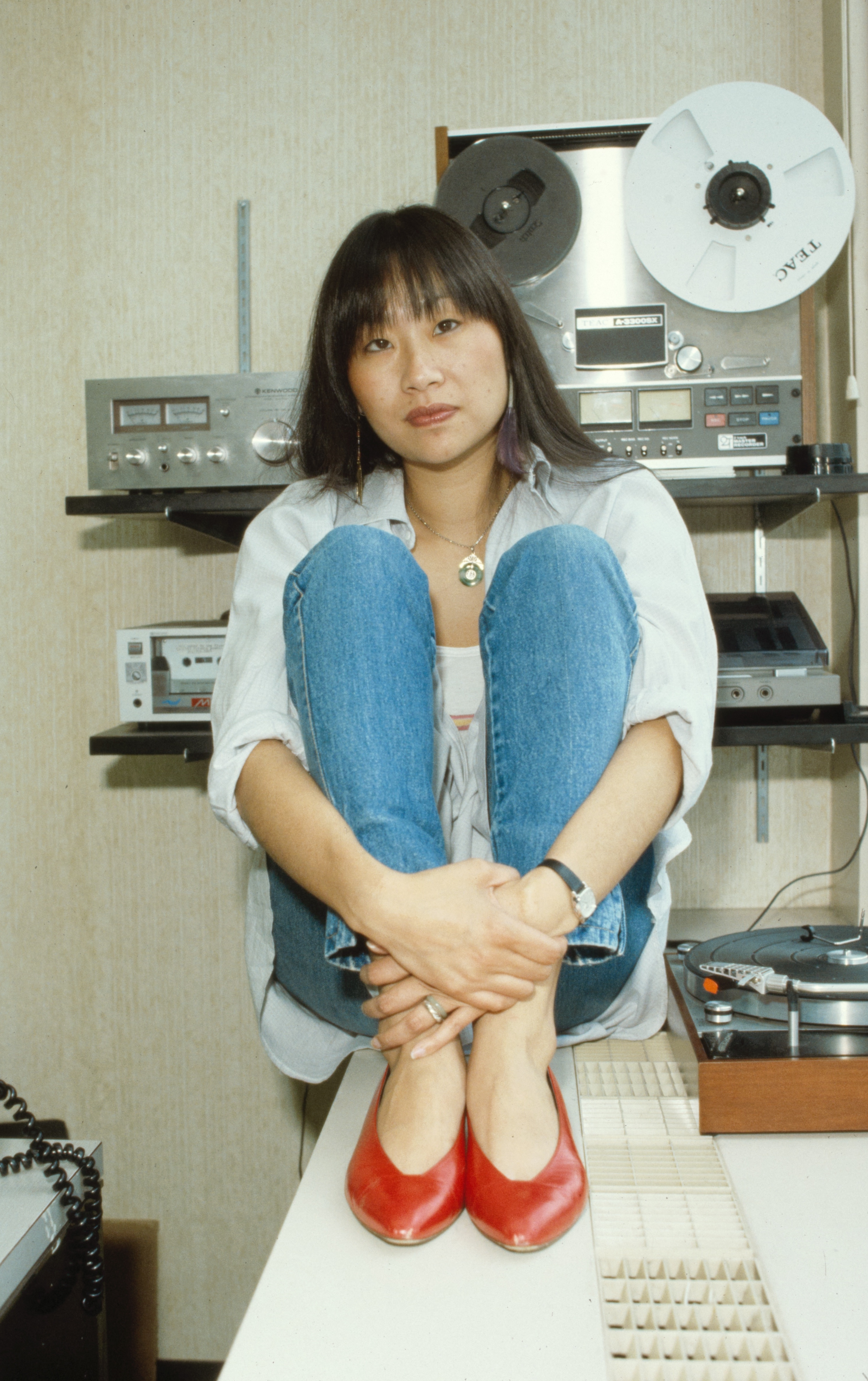
Pang en 1983.

Pang publicó sus memorias, Loving John, en 1983, a tres años de la muerte del músico. Más tarde fue relanzado y rebautizado como John Lennon: The Lost Weekend, como un homenaje a su historia. Las 500 páginas originales del libro Loving John se enfocaron más en el rol de Pang en los discos de Lennon y las sesiones de grabación. Fue editada a menos de 300 páginas, concentrándose en aspectos sensacionalistas de su relación. Esta edición también incluyó cartas que Lennon había escrito a Pang durante sus viajes a través del mundo a finales de los 70. Ella afirmó que ambos mantuvieron escarceos amorosos hasta 1977, y estuvo en contacto con él hasta su muerte.
Su libro de fotografías, Instamatic Karma, fue publicado en 2008. Editado por St. Martin's Press, muestra en 140 páginas unas 150 imágenes íntimas (más de 100 publicadas por primera vez) que ella misma tomó durante su idilio con Lennon.
Más allá de las cándidas portadas personales, el libro contiene algunas fotografías de suma importancia histórica, como la de Lennon firmando la disolución oficial de The Beatles durante su visita a Disney World el 29 de diciembre de 1974, y la última fotografía conocida de Lennon y McCartney juntos, en ese mismo año en California.
Cynthia Powell también dio su aprobación al material, como un reconocimiento al papel que tuvo Pang en reunir a Lennon con su hijo Julian. Ella voló a Nueva York desde su casa en Mallorca, España, para ser la anfitriona en la fiesta de presentación del libro de Pang en el Cutting Room. Powell conoció a May Pang cuando acompañó a su hijo, Julian, en dos de sus cuatro viajes para visitar a su padre mientras él vivía con Pang.[cita requerida]
En una entrevista publicada el 9 de septiembre de 2009 por el diario La Tercera de Chile, era evidente que nunca se separó de la sombra de Lennon: "Es difícil pensar que hace casi 30 años se fue. Le echo de menos, pero le siento muy cerca. Todas las veces que enciendo la radio, ahí está, y la memoria vuelve a mi mente". "Cuando John y yo estuvimos juntos, él realmente estaba mucho más tranquilo y más abierto a sus viejos amigos y a su familia".

## Vida personal
Pang se casó con el productor de discos Tony Visconti en 1989: la pareja se divorció en 2000. Tuvieron dos hijos, Sebastian y Lara. Ella mantiene cierto contacto con las personas que la recuerdan por su relación con Lennon, y fue invitada por Paul McCartney al homenaje que ofreció a la memoria de Linda. También fue invitada al concierto de George Harrison en 2002 y se mantuvo cerca de Cynthia Powell, su esposo Noel Charles, y el primer hijo de Lennon, Julian Lennon.
A pesar de no tener contacto por 20 años, el 9 de octubre de 2006 Pang accidentalmente se topó con Yoko Ono en Islandia, en el que hubiese sido el 66.º aniversario del natalicio de Lennon. Ono develó en esa fecha una escultura conmemorativa en Reikiavik, y ambas se hospedaron en el mismo hotel.
Pang reside habitualmente con sus hijos en Nueva York, y produce una línea de acero inoxidable de la joyería Feng Shui. Además es voluntaria en un refugio para animales llamado Animal Haven en esa ciudad, y adoptó un perro rescatado después del huracán Katrina.